# Dioscorea tamoidea
Dioscorea tamoidea är en enhjärtbladig växtart som beskrevs av August Heinrich Rudolf Grisebach. Dioscorea tamoidea ingår i släktet Dioscorea och familjen Dioscoreaceae. Inga underarter finns listade i Catalogue of Life.